# 佐々木康
佐々木 康（ささき やすし、1908年1月25日 - 1993年9月13日）は、日本の映画監督。法政大学本科国文科中退後、松竹、東映、東映テレビプロダクションに属した。早撮りの名人として知られ、松竹時代は歌謡映画、東映時代は時代劇映画、東映テレビ時代はテレビ時代劇のヒット作を連発する。映画作品168本、テレビ作品500本弱を撮った、典型的なプログラムピクチャーの監督である。

## 来歴・人物

『花笠ふたり若衆』（1961年）

1908年、秋田県平鹿郡沼館村（のち雄物川町、現・横手市）沼館の大地主の家に生まれる。山形県立新荘中学校時代に映画に興味を持ち、1929年法政大学在学中に清水宏の助監督として松竹に入社。清水の盟友の小津安二郎組に移り、1931年助監督の身分のまま『受難の青春』で監督デビュー。その後数年間は、監督と清水の助監督の両方をこなし、1936年正式に監督に昇進。
得意のプレイバックの技術を駆使して撮影した、1939年の高峰三枝子とコロムビア歌手陣が共演した『純情二重奏』が大ヒットし、歌謡映画のヒットメーカーとしての地位を確立。戦争中は松竹の他の監督が苦手とした戦争国策映画を撮り続け、『撃滅の歌』などを手がける。
終戦後、戦後第1作の映画『そよかぜ』を撮り、その主題歌『リンゴの唄』（歌：並木路子）は大ヒットし、終戦直後の日本を象徴する歌謡曲となる。1946年に公開された『はたちの青春』は、日本初のキスシーンが登場する映画と宣伝され（実際は川島雄三の『追ひつ追はれつ』が先）大ヒット。封切日の5月23日は「キスの日」になった。その後、監督：佐々木、主演：高峰三枝子、音楽：万城目正のトリオで作った歌謡映画『懐しのブルース』、『別れのタンゴ』、『思い出のボレロ』、『情熱のルムバ』がことごとくヒット。
1952年、東映の制作部長のマキノ光雄に誘われ、東映に移籍。翌年1953年に『憧れの星座』（主演：高千穂ひづる）、その後『旗本退屈男』などの市川右太衛門作品、美空ひばり作品を中心に時代劇映画を撮り続け、松田定次に次ぐ東映の時代劇監督として君臨。松田が正統派の時代劇をとったのと比べると、佐々木は松竹時代の経験を生かして、時代劇に歌謡映画の要素を取り込んだ。この時代の佐々木は映画一本100〜130万の高給を取っていたが、スタッフを祇園に引き連れて豪遊し続けたため、そのことごとくを使い果たし、佐々木の妻は月15万円の専属料をこつこつと貯めてアパートを建てる。
1964年、東映京都撮影所で大リストラが敢行された際、ギャラの高い佐々木は専属契約を解除され、東映テレビプロダクションに移籍。『銭形平次』を中心に時代劇を撮り続け、黎明期の東映テレビの発展に大きく貢献する。
1979年引退。現役時代の豪遊とはうってかわって、妻の建てたアパートの家賃で細々と暮らし、1993年急性肺炎のため死去。85歳没。1994年、第17回日本アカデミー賞会長特別賞が贈られた。

## 備考
- ズーズー弁をしゃべるため、師匠の清水宏に「ズー」と綽名され、愛称として定着。
- 大酒飲み、気さくな性格、親分肌、面倒見が良く、『君の名は』（1953年 - 1954年）の監督の大庭秀雄や、佐々木が東映に移籍した後の松竹のプログラムピクチャーを支えた『この世の花』（1955年）の穂積利昌、『サラリーマンの勲章』（1965年）の堀内真直、『湖愁』（1962年）の田畠恒男を育てた。とくに後者の3監督は、早撮り、親分肌、大酒飲みという師匠の気質をも受け継いだ。

## 関連書籍
- 楽天楽観 映画監督佐々木康（ワイズ出版） 円尾敏郎編 ISBN 9784898301609